# 五磷酸镧
五磷酸镧是一种无机化合物，化学式为LaP5O14。为正交晶系晶体。

## 制备
五磷酸镧可由氧化镧和磷酸二氢铵在固相反应得到。反应初始温度为200°C，待氨气和水除去后，升高至350或450°C。
溶胶-凝胶法的步骤如下。将无水氯化镧溶于异丙醇，剧烈搅拌。将金属钾溶于异丙醇，搅拌。溶解完成后，将异丙醇钾加入至氯化镧的溶液中，发生放热反应，析出氯化钾沉淀。在85°C回流溶液，加入乙酰丙酮以降低醇盐的活性。再将4.75摩尔比的五氧化二磷溶于异丙醇，加入至上述溶液中于室温反应。反应结束后通过离心移除氯化钾，用水将溶液水解。于350或450°C干燥。
也有文献报道以硝酸镧和磷酸为原料，通过溶胶-凝胶法制备五磷酸镧，该法也存在La(PO3)3副产物。